# Yvonne Frygell
Yvonne Maria Frygell, född 1 september 1952 i Björneborg i Visnums församling, är en svensk konstnär.
Yvonne Frygell studerade vid Kyrkeruds folkhögskola 1971–1973, Arbetarnas bildningsförbunds konstskola i Umeå 1973–1974 och Capellagården på Öland samt läste konstvetenskap vid Umeå och Uppsala universitet och gick diverse specialkurser. Separat har hon ställt ut i bland annat Umeå, Uppsala, Sollefteå, Kristinehamn, Karlstad och Vilhelmina. Hon har deltagit i samlingsutställningar med KRO, Värmlands konstförenings höstsalonger på Värmlands museum, Konsthallen i Kristinehamn, Umeå universitet, Nordkalottriennalen, Värmlands nation i Uppsala, Norrlands nation i Uppsala samt på Jönköpings museum.
Hennes konst består huvudsakligen av tvådimensionellt måleri i akryl och blandtekniker, men hon har även arbetat med bemålad skulptur i trä och papier-maché.
Bland hennes offentliga arbeten märks utsmyckningen av två korridorer i Storumans servicehus samt samlingsrummet på servicehuset i Åsele.
Frygell är representerad vid Värmlands museum, Värmlands läns landsting, Västerbottens läns landsting, Älvsborgs läns landsting, Jönköpings läns landsting, Kristinehamns kommun, Umeå kommun, Sollefteå kommun, Nordmalings kommun, Björkholms kommun, Ekhärads församling, Folkets hus i Björneborg och vårdcentralen i Björneborg.
Hon har tilldelats Värmlands konstförenings ungdomsstipendium 1980 samt Ricklundsgårdens ateljéstipendium 1991.